# 大崎郁三の事件散歩
『大崎郁三の事件散歩』（おおさきいくぞうのじけんさんぽ）は、2012年6月30日にテレビ朝日系列『土曜ワイド劇場』にて放送された作品のひとつ。地井武男主演。
サブタイトルは「地図には載らない殺人ルート!真犯人は名物を食べ歩きした!?」。

## 作品概要
『太陽にほえろ!』（日本テレビ系、1972年-1986年）の「井川利三（トシさん）」役や『北の国から』（フジテレビ系、1981年-2002年）の「中畑和夫」役等を好演し、テレビ朝日系でも同じ土曜ワイド劇場枠で放送された人気シリーズ『鉄道捜査官』（2000年 - ）の「倉田剛」役を11作に亘り務め、また同局では紀行情報番組『ちい散歩』（2006年-2012年、一部地域を除く。BS・CSでも放送）の散歩人役として親しまれた名優、地井武男の遺作となった。
2012年6月29日に地井が急逝した事により、テレビ朝日では翌6月30日の土曜ワイド劇場の放送作品を急遽この作品に変更し『緊急特別番組 追悼・地井武男さん 土曜ワイド劇場「大崎郁三の事件散歩」』（きんきゅうとくべつばんぐみ ついとう・ちいたけおさん どようワイドげきじょう「おおさきいくぞうのじけんさんぽ」）として放送した。
このドラマの撮影は2011年12月に終了しており、当初は2012年秋に放送される予定だった。しかし、地井の逝去を受け、逝去翌日の土曜日に前倒しとして急遽放送される形となった。
作品は地井の晩年のライフワーク的番組となった『ちい散歩』をモチーフとしており、作品の随所に『ちい散歩』をオマージュする描写や演出が登場する。
平均視聴率は16.0%（関東地区、ビデオリサーチ調べ）を記録した。

## あらすじ
元刑事の大崎郁三は、3年前に警察を定年退職した後「下町観光ボランティア」として東京の谷中〜根津〜千駄木（谷根千）界隈を観光案内している。この日もいつも通り「ミステリーツアー」と称して観光案内をしていた郁三は、人気のない神社で男の死体を発見。被害者は弁護士・早野考幸。早野は“なりすまし詐欺”の被害にあったお年寄りの相談を無料で引き受けていた。警視庁捜査一課の刑事・駒田雄一郎らは、所轄の刑事である坂上敏行らと捜査を開始する。そして捜査線上に、郁三が何かと面倒を見てきた若者・稲森明が浮上してきた。

## 登場人物
大崎 郁三 - 地井武男
下町観光ボランティアとして活動する。人情家でもある。3年前までは刑事をしていた。
駒田 雄一郎 - 小泉孝太郎
警視庁捜査一課刑事で階級は警部。可奈子の幼馴染で合コンで再会し結婚目前であるが、郁三に「刑事として未熟」と未だに認められていない。可奈子の経営する喫茶店にも頻繁に出入りする。
大崎 可奈子 - 雛形あきこ
郁三の一人娘で、根津で喫茶店「カフェ ド ヌーベル」を経営する。駒田と結婚目前であるが、父の郁三は二人の結婚を「絶対に認めない」と意地を張る。
早野 考幸 - 北山雅康
弁護士。本作の事件の被害者。村上率いる詐欺グループの告発準備を進めていた。
浜口 好江 - 山本陽子
事件現場となった神社の前に住む、ひとり暮らしの未亡人。10年前、一人息子(演：西山聡)を自死で亡くしている。
稲森 明 - 佐藤銀平
村上率いる詐欺グループのメンバー。不良になりかけていたが、郁三が何かと面倒を見ていた。
柳瀬 志織 - 中山忍
雑貨店「YNS」オーナー。場所は可奈子の経営する喫茶店の近所である。店は雑誌やテレビで取り上げられ、有名。
稲森 成二 - 加藤茶
明の父親。ガラス職人。
坂上 敏行 - 上島竜兵（ダチョウ倶楽部）
日暮里署の刑事。本庁エリートなのに頼りない駒田に辟易し、駒田を差し置いて捜査本部の指揮を仕切る。
宮本 優子 - 枝元萌
安東 福二 - 柳沢慎吾
谷根千の街のたい焼き屋店主。
荒井 キヌ - 野村昭子
谷根千の街のせんべい屋店主。
村上 達也 - 金山一彦
“なりすまし詐欺”グループの主犯格。
内藤 舞 - 蜂谷眞未
村上の恋人で、村上と共に事件にかかわっていた。

藤澤刑事 - 袴田裕幸
日暮里署の刑事。
鑑識員 - 菊池健一郎
シゲちゃん - すわ親治
谷根千の街の豆腐屋店主。
柏田 - 衣笠拳次
かつて村上の詐欺グループに居たが、大崎に逮捕されて足抜けし、新宿で料理屋の店主をしている。
YNSの店員 - 松村真知子
- その他 - 松田章、諌山幸治、吉川依吹、藤本洋子、後藤健、齋藤茂、圓岡一司、西脇裕美、木原梨里子

## スタッフ
- 脚本 - 山岡真介
- 監督 - 岡屋龍一
- 音楽 - 西原大介
- ロケ協力 - 台東区フィルムコミッション、墨田区観光協会、根津神社、大名時計博物館　ほか
- アクション - スタントチームGocoo
- 技術協力 - ビデオフォーカス
- プロデューサー - 関拓也（テレビ朝日）、藤田恵里香（ViViA）
- 制作 - テレビ朝日、ViViA

## 備考
- 2012年6月30日に地井の追悼特別番組として放送された際、スタジオパートが設けられ、地井の遺影が飾られた。スタジオ司会はテレビ朝日アナウンサーの寺崎貴司と矢島悠子[6]が務めた。本編終了後、スタジオパートで寺崎らがコメントした後『ちい散歩』の「谷根千」（このドラマの舞台となった）の回（2007年5月4日放送）がアンコール放送された。
- 2012年8月11日昼に関東ローカルで再放送された際は本編のみの放送だったため、スタジオパート及び『ちい散歩「谷根千」編』の再放送は挿入されなかった。なお本作終了後ANNニュース（5分）を挟み、地井が出演していた『西村京太郎サスペンス・鉄道捜査官11』（2010年4月10日放送、同シリーズにおける地井最後の出演作）が続けて再放送された。